# Mirgaani Gomaa Rizgalla
Mirgaani Gomaa Rizgalla (en arabe : ميرغني جمعة رزق الله) est un boxeur soudanais né en 1946.

## Carrière
Mirgaani Gomaa Rizgalla est médaillé de bronze dans la catégorie des poids welters aux championnats d'Afrique de Nairobi en 1972.
Aux Jeux olympiques d'été de 1972 à Munich, il est éliminé au premier tour dans cette même catégorie par l'Australien Wayne Devlin.